# Euglypta eckeli
Euglypta eckeli är en skalbaggsart som beskrevs av Paul Norbert Schürhoff 1933. Euglypta eckeli ingår i släktet Euglypta och familjen Cetoniidae. Inga underarter finns listade i Catalogue of Life.